# 深华发
深圳中恒华发股份有限公司 （深交所：000020/200020，简称：深华发A/深华发B）是中国一家从事电子元器件制造业、物业租赁业的上市公司。公司总股本28316.123万股（2008年）。
公司总部位于深圳市福田区华发北路411栋东座六层，法人代表为李中秋。